# Louis Philippe Schadet
Louis Philippe Schadet, né le 26 mars 1751 à Hondschoote (Flandre française) et décédé le 9 janvier 1820 à Dunkerque (Nord) est un homme politique français.

## Biographie
Louis Philippe Winoc Schadet nait le 26 mars 1751 à Hondschoote. Il est le fils du sieur et messire Pierre Ferdinand Schadet médecin et échevin de la ville, et de Marie Rosalie Vanbambeke. Baptisé le même jour, il a pour parrain Louis Philippe Schadet, bailli de la ville .
Avocat au Parlement de Flandre, il devient administrateur du district d'Hondschoote, maire de la ville et juge de paix sous la Révolution. Sous-préfet de Bergues en 1800, puis de Dunkerque en 1803, il est député du Nord de 1805 à 1815.

## Distinctions
- Chevalier de la Légion d'honneur le 5 octobre 1814[3].
- Officier de la Légion d'honneur par décret du 6 janvier 1815[3].

## Sources
- « Louis Philippe Schadet », dans Adolphe Robert et Gaston Cougny, Dictionnaire des parlementaires français, Edgar Bourloton, 1889-1891 [détail de l’édition]